# 久保田勝
久保田 勝（くぼた まさる、1943年1月3日 - ）は、日本のラリーレーサー、カメラマン、冒険家。広島県芦品郡新市町（現・福山市）出身。

## 経歴・人物
中学卒業後にTBSテレビやNHKのテレビクルーを経た後、1979年に横田紀一郎を中心としてパリ・ダカールラリーに出場するために結成された「TeamACP」にメカニック兼ドライバーとして参加し、
1981年の第3回大会から1992年の第14回大会までオート部門において11年連続で参戦する。特に2度目の出場となった1982年の第4回大会では、内田正洋と共にトヨタ・カリーナ1500で参戦し、総合34位のみならず、市販車無改造・2輪駆動・バギー・マラソンの4部門において優勝という快挙を成し遂げた。また、故障した車両をその場で修理し完走へ導いた姿をティエリー・サビーヌからは「スーパーメカニック」と称された。
パリ・ダカールラリーの他にも多数のオフロードラリーレースに出場し、精力的に活動をしていたが、ラリーレースがハイスピード化し始めた事に伴い、1992年に「TeamACP」がレース活動を終了。それと共に自身も第一線から退いた。
中学時代の1学年上にはのちに広島カープに投手として入団した森川卓郎がいる。

## 主な戦績

### パリ・ダカールラリー
- 1981年 第3回大会／スターレット1300／時間外完走56位
- 1982年 第4回大会／カリーナ1500／総合34位（マラソン部門優勝/2WD・バギー・市販車無改造部門総合優勝）
- 1983年 第5回大会／カリーナ1800／リタイア（クラッシュ）
- 1984年 第6回大会／カローラレビン／リタイア
- 1985年 第7回大会／カローラレビン／リタイア
- 1986年 第8回大会／カローラレビン／リタイア（タイムアウト）
- 1987年 第9回大会／ランドクルーザーBJ71V／総合44位（2/2部門3位）
- 1988年 第10回大会／ランドクルーザーBJ74V／総合34位（マラソン・ディーゼル部門3位）
- 1989年 第11回大会／ランドクルーザー／総合32位
- 1990年 第12回大会／ランドクルーザーBJ74V／リタイア
- 1991年 第13回大会／レンジャー4WD／リタイア
- 1992年 第14回大会／ランドクルーザーHZJ73／総合39位

### その他の大会
- 1985年 ファラオラリー／クラス優勝
- 1987年 北米横断クラシックカーレース
- 1990年 グレートアメリカンレース1990／完走
- 1991年 グレートアメリカンレース1991／クラス5位
- 1992年 パリ-モスクワ-北京マラソンレイド／クラス5位

## メディア出演

### 映画
- PARIS-DAKAR 15,000 栄光への挑戦（1986年5月17日公開、松竹富士）[2]

### テレビ番組
- なるほど!ザ・ワールド（1987年、フジテレビ）[3]